# NGC 5811
NGC 5811 is een balkspiraalstelsel in het sterrenbeeld Maagd. Het hemelobject werd op 12 april 1864 ontdekt door de Duitse astronoom Albert Marth.

## Synoniemen
- MCG 0-38-15
- ZWG 20.43
- KCPG 450
- PGC 53597